# باغ‌لاراوستو (آماسیه)
باغ‌لاراوستو (به ترکی استانبولی: Bağlarüstü) یک منطقهٔ مسکونی در ترکیه است که در آماسیه واقع شده‌است.